# Setor de Diversões Sul
O Setor de Diversões Sul, conhecido pelo acrônimo SDS e por sua denominação mais famosa Conic, é um centro comercial e cultural composto por 14 prédios localizado na Asa Sul, próximo à Plataforma Superior da Rodoviária do Plano Piloto e de frente para a Esplanada dos Ministérios em Brasília. Foi projetado por Lúcio Costa no Relatório do Plano Piloto de 1957 e inaugurado nove anos mais tarde em 1966, com a abertura do Edifício Conic, que pelo fato de ter sido o primeiro prédio do complexo, acabou dando nome a todo o setor. Conic é originalmente o nome da construtora contratada que ergueu os primeiros edifícios do local. O SDS forma junto com o seu vizinho Setor de Diversões Norte (SDN), na Asa Norte, o Setor de Diversões de Brasília.
O Conic é historicamente conhecido pela efervescência cultural jovem, pelas galerias públicas cobertas, pelas lojas especializadas em cultura urbana e por reunir artistas da cidade em seus cafés e bares. No Setor atualmente funcionam escritórios, lojas em geral, serviços públicos, igrejas evangélicas, centros de ensino, restaurantes e centros para a realização de eventos culturais.

## História
Em 1957, no Relatório do Plano Piloto, Lúcio Costa projeta o Conic para ser um centro sofisticado e cosmopolita na área central de Brasília, no qual haveria livrarias, restaurantes, cafés, casas de chá, bares e boates, além de outras atividades que preencheriam as necessidades de lazer dos habitantes da nova capital.
A intenção do arquiteto ao elaborar os traços arquitetônicos baseados em galerias e arcadas do nascente Centro de Diversões Sul era resgatar na nova capital as vivências cotidianas da tradição carioca de vida pública. Outras influências de Lúcio Costa na projeção do Conic foram além da Rua do Ouvidor no Rio de Janeiro, que inspirou as galerias cobertas, calçadas largas, vielas e terraços do Setor, a Champs Elysée de Paris, a Times Square de Nova Iorque e a Piccadilly Circus de Londres.
O projeto de base foi vendido para o setor privado, que ficou responsável pela construção como projetada por Lúcio Costa. Foram loteados 18 lotes, e cada um foi vendido a diferentes agentes privados. Como incentivo à venda e construção de cada lote, a área pública entre os futuros prédios foi construída primeiro pelo governo federal em 1962, dois anos após a Inauguração de Brasília em 1960. Este projeto constituía-se de um parcelamento urbano do solo, com definições das dimensões dos lotes e gabarito das alturas dos edifícios. Morfologicamente o partido arquitetônico estava estruturado na forma de um quarteirão. Seria composto de edifícios perimetrais em altura, que abrigariam salas de escritórios nos andares superiores, e edifícios mais baixos que deveriam abrigar casas de espetáculos, cinemas e teatros. Estes edifícios seriam ligados por meio de vielas e pequenos largos, criando um espaço propício à socialização.

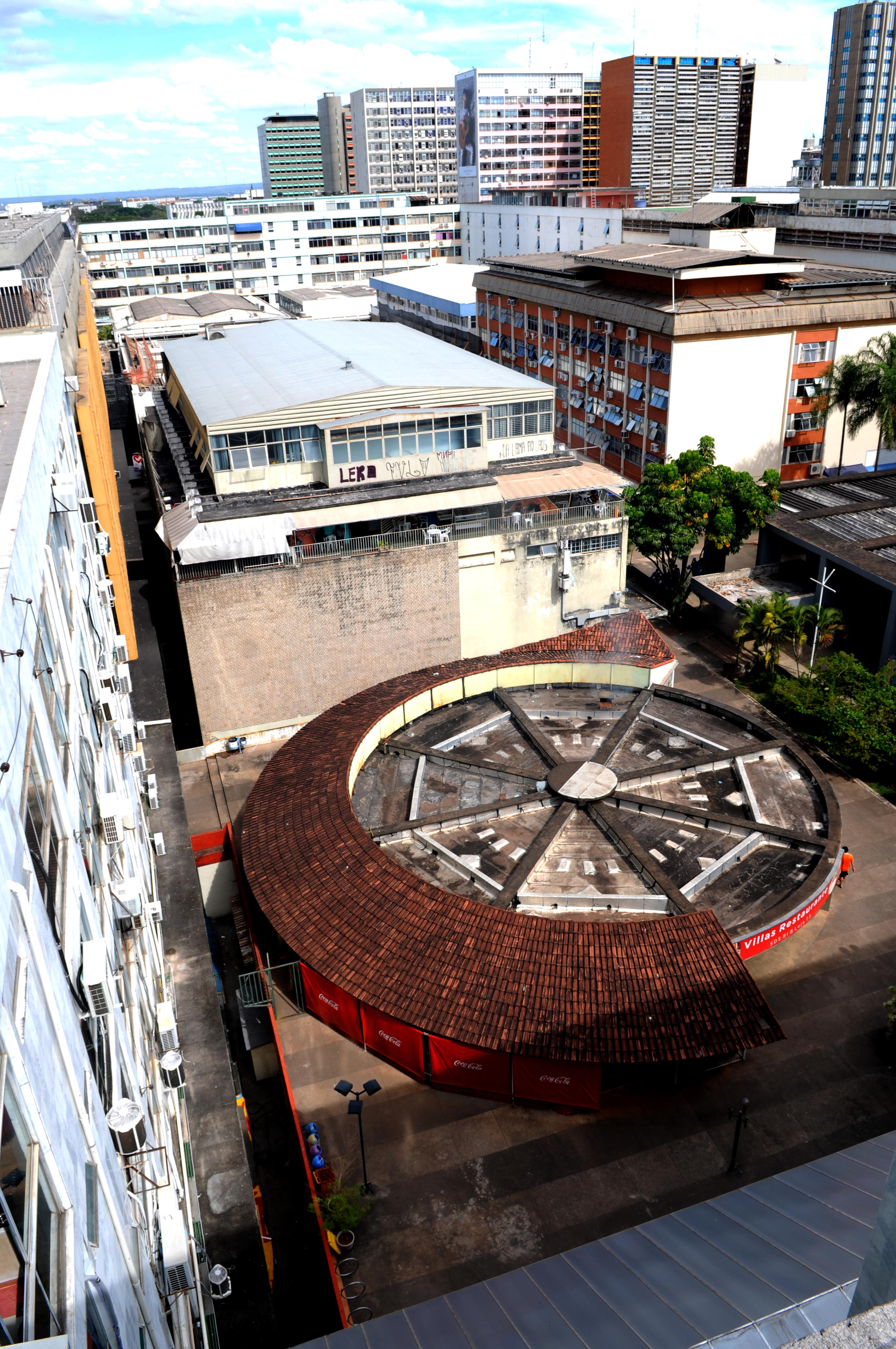
Prédios do Conic

Cada edificação privada no Setor foi realizada de maneira independente da outra, em diferentes momentos. Em 1966 é inaugurado o primeiro prédio, o Edifício Conic, voltado para a Esplanada dos Ministérios, o que marcou oficialmente o lançamento do SDS. A construção do Edifício Conic foi seguida pela inauguração do Cine Atlântida e dos Edifícios Venâncio II, III, IV, V e VI.
Após as construções, área de circulação entre as diferentes edificações foi mantida pública para a circulação da população. Esses corredores públicos entre prédios independentes entre si deu ao Conic sua característica de labirinto urbano e uma identidade caótica no centro de Brasília, cidade reconhecida por seu planejamento e organização estrutural. O contrário aconteceu no vizinho Setor de Diversões Norte, que foi projetado, loteado e vendido para apenas um agente privado, que realizou de forma integrada a construção do Shopping Conjunto Nacional de Brasília no local. 
Os espaços públicos dentro do Conic são compostos por corredores no térreo e no subsolo, galerias cobertas, praças e vielas entre a diversidade arquitetônica de cada prédio privado. Estas áreas são de responsabilidade da Administração da Cidade de Brasília e consequentemente do Governo do Distrito Federal.
Apesar de nunca ter se transformado naquilo que foi planejado, logo após sua inauguração o Conic atraiu embaixadas ainda em fase de implantação na cidade com suas sedes em construção. Esta presença atraía restaurantes e lojas mais sofisticadas. A história mostra que, uma vez terminado a construção das sedes definitivas das embaixadas e toda a atividade de rotina sendo transferida, o Conic sofre muito rapidamente um processo de esvaziamento de suas funções e muda devagar o uso de suas instalações. 

## Estrutura

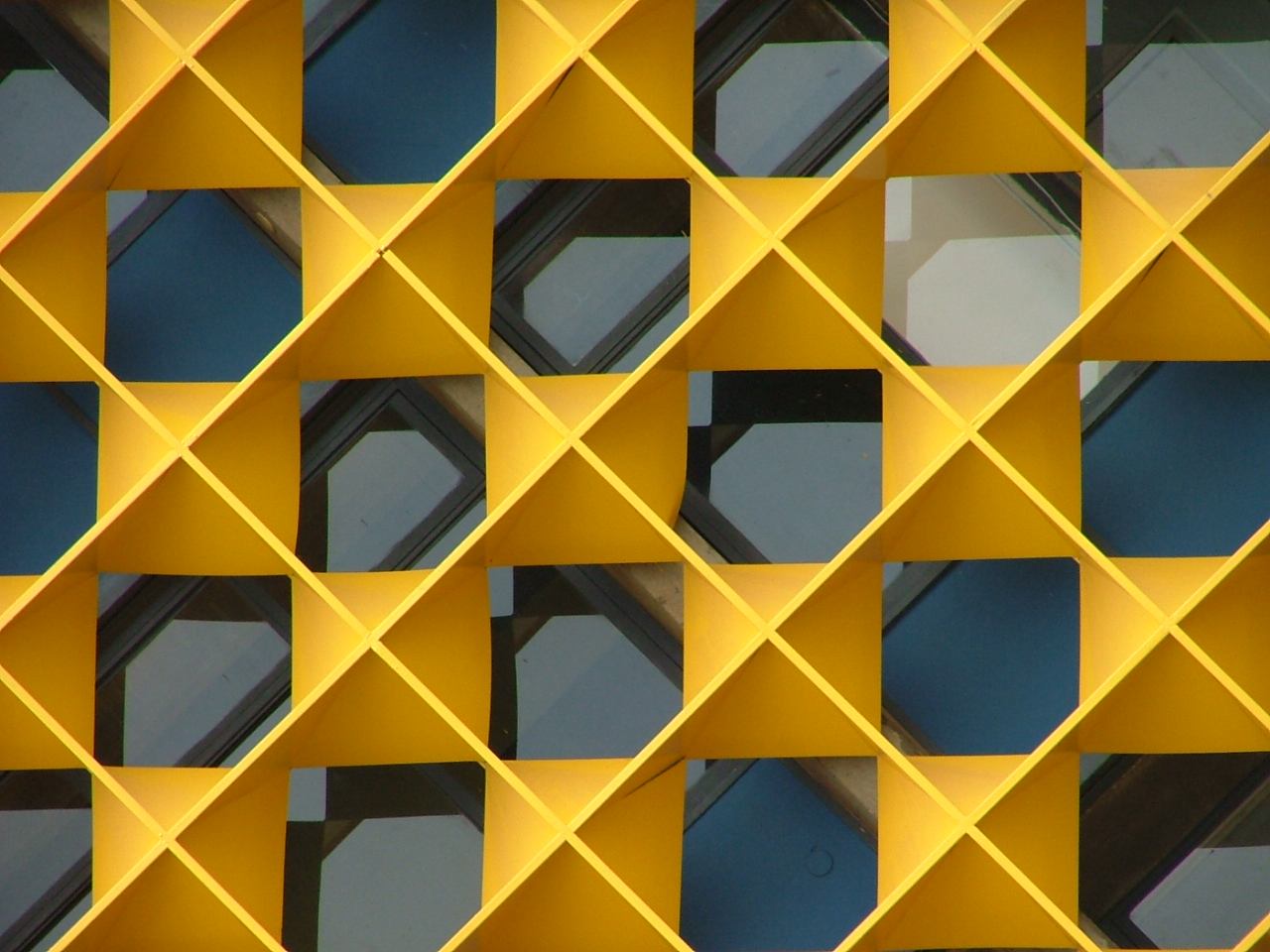
Detalhe da fachada do CONIC

O Setor de Diversões Sul é composto por 14 prédios privados independentes. São eles a sede e o anexo Faculdade Dulcina, o Edifício Conic, o Edifício Eldorado, o Cine Atlântida, os Edifícios Venâncio II, III, IV, V e VI, o Cine Teatro Venâncio Jr., o Edifícil Acropol e o Edifício Baracat. 
Além dos prédios o complexo conta com áreas públicas em seu interior, como o Calçadão, a Praça Zumbi dos Palmares, a Praça do Chapéu, o Largo do Teatro Dulcina, o Largo do Acropol e o Acesso do Setor Hoteleiro. A área pública conta também com o Edifício Darcy Ribeiro e as galerias e corredores do subsolo.
A Sede do Teatro Dulcina foi desenhada por Oscar Niemeyer. Os painéis do Complexo foram concebidos por Athos Bulcão.

## Centro Cultural
O SDS conta com a Faculdade de Artes e o Teatro Dulcina, a Biblioteca Salomão Malina e o Quiosque Cultural. Uma série de eventos culturais é realizada de forma programada no Conic.  Os eventos mais populares são o encontro de b-boys e b-girls, saraus poéticos, lançamentos de livros, discotecagem, batalha de MC’s, os chamados bailes de charme, competições de skate, feiras de artesanato, performances, shows de rock, encontros de RPG.
O Conic é sede do Teatro Dulcina, um dos mais importantes e tradicionais polos de arte e cultura de Brasília. O Teatro foi fundado em 1980 pela atriz carioca Dulcina de Moraes, que havia se transferido para Brasília após a inauguração da cidade, para servir de incentivador para a incipiente cena artística da nova Capital Federal. O Teatro Dulcina foi a primeira escola de teatro de Brasília e hoje, além de faculdade de arte, promove peças de teatro, eventos e festas que reúnem com frequência intelectuais e artistas da cidade no Conic.
Nos anos 1970 e 1980 o Conic foi palco do movimento artístico Jegue Elétrico fundado pelo artista Ary Pararraios, que atraiu diversos artistas, bandas e músicos independentes de várias partes do Brasil. Esse movimento contribuiu para o estabelecimento do Conic como cena de vanguarda cultural, com arquitetos, fotógrafos, poetas e cineastas se reunindo no local, em especial para visitar o antigo Café Belas Artes, situado no mesmo edifício do Teatro Dulcina. Foi uma época de efervescência cultural no Setor, que contava com dez livrarias, oito cinemas, seis boates, cinco botequins e duas saunas.
Ainda nos anos 1980 o Conic passa a receber sedes de partidos políticos recém-fundados. Após a abertura política vivida pelo país, estes partidos podiam exercer atividades de maneira livre. Logo, com a movimentação política no SDS, foi criada na Praça do Chapéu a Tribuna Livre, na qual era oferecida infraestrutura para qualquer seguimento da sociedade civil se manifestar politicamente durante os últimos anos da Ditadura Militar.
O Conic foi a sede da primeira boate gay do Distrito Federal. A New Aquarius fundada no ano de 1970 foi responsável pela sedimentação da cena LGBT em Brasília, em uma época de muita perseguição contra essa comunidade no país.
Nos anos 1990 abrigou o Cine Pornô, que exibia em sessões diurnas e noturnas produções nacionais e internacionais de filmes pornográficos. O Conic ocupa o imaginário popular de Brasília também pela cena noturna clandestina, que inevitavelmente se desenvolveu ao longo dos anos ao redor do complexo de edifícios devido à prostituição e ao tráfico de drogas.
As galerias cobertas e vielas públicas no interior e nos subsolos do SDS são decoradas com grafites e manifestações de arte de rua, o que dá ao Conic sua identidade de cenário artístico-cultural alternativo e espaço de convivência jovem. O Porão do Rock, hoje o maior festival de rock de Brasília, começou no subsolo do Conic.

## Atualidade
Além da cultura jovem e urbana presente no Conic desde vários anos, atualmente o espaço é cada vez mais dominado por novas igrejas evangélicas. Em 2014 eram 10 igrejas em funcionamento. Não há mais cinemas no SDS. As galerias do subsolo também foram fechadas por motivo de segurança.
Hoje, o Setor é ocupado pelo comércio de vestuário, lojas de instrumentos musicais, lojas de skate, de cultura urbana, farmácias e lojas de eletrônicos. Diversos serviços também são oferecidos tais como salões de beleza, bancos e lotéricas, além dos tradicionais restaurantes, cafés e bares.
Além dos cultos existem atualmente eventos culturais semanais no interior do SDS tais como o Quiosque Cultural no Pilotis do Edifício Darcy Ribeiro, a Feira de Artesanato na Praça do Chapéu, que atrai artesãos e consumidores de todo o Distrito Federal, o Baile do Charme e a Discotecagem. O Conic continua a atrair um público jovem e urbano seja por iniciativa própria dos diferentes grupos culturais que ocupam o local, como no caso dos Encontros de B-Boys e B-Girls que ocorrem desde o ano 2000, ou por iniciativa do poder público, como a BsB Criativa, projeto governamental para a capacitação de artesãos e agentes culturais.